# Arripis
Arripis is een geslacht van straalvinnige vissen uit de familie van Australische zalmen (Arripidae). Het geslacht is voor het eerst wetenschappelijk beschreven in 1840 door Jenyns.

## Soorten
- Arripis georgianus (Valenciennes, 1831)
- Arripis trutta (Forster, 1801)
- Arripis truttaceus (Cuvier, 1829)
- Arripis xylabion Paulin, 1993